# Федин, Владимир Петрович
Владимир Петрович Федин (род. 5 сентября 1954, с. Лопуховка, Никольський (Пензенский) район, Пензенская область, РСФРС, СССР) — учёный-химик, специалист в области неорганической и супрамолекулярной химии, академик РАН (2025), лауреат премии имени Л. А. Чугаева (2015). Заслуженный деятель науки Российской Федерации (2023).

## Биография
Родился 5 сентября 1954 года в селе Лопуховка Пензенской области.
В 1976 году окончил с отличием химический факультет МГУ.
В 1980 году — защитил кандидатскую диссертацию, тема: «Бисциклопентадиенильные комплексы ниобия» (научный руководитель — академик А. Н. Несмеянов). С 1981 года работает в Институте неорганической химии СО АН СССР, старший научный сотрудник, заведующий лабораторией, заместитель директора по научной работе
В 1994 году защитил докторскую диссертацию, тема: «Синтез, строение и химические свойства тио- и селенокомплексов молибдена и вольфрама».
В 2011 году присвоено учёное звание члена-корреспондента РАН.
В 2025 году присвоено учёное звание академика РАН.

## Научная, педагогическая и общественная деятельность
Директор Института неорганической химии имени А. В. Николаева СО РАН, заведующий лабораторией химии кластерных и супрамолекулярных соединений.
Автор более 470 научных статей в российских и международных журналах.
Научный консультант 3 докторских диссертаций (М.Н. Соколов, О.А. Герасько, Д.Н. Дыбцев).
Ассоциированный член IUPAC (отделение неорганической химии).
Приглашенный профессор в университетах Версаль (Франция), Ла Лагуна (Испания) и Токио (Япония).
Член редколлегии журналов «Известия Академии наук. Серия химическая», "Журнал неорганической химии" и «Химия в интересах устойчивого развития».
Председатель Новосибирского отделения Российского химического общества имени Д. И. Менделеева.
Заведующий кафедрой неорганической химии ФЕН НГУ.
Читал спецкурс «Избранные главы неорганической химии» для студентов-дипломников на кафедре неорганической химии.
Читает курс лекций по неорганической химии для студентов 1-го курса ФЕН на кафедре общей химии НГУ.

## Награды
- Заслуженный деятель науки Российской Федерации (8 ноября 2023 года) — за вклад в развитие науки и многолетнюю добросовестную работу[1]
- Премия имени Л. А. Чугаева (за 2015 год, совместно с В. Е. Фёдоровым, Ю. В. Мироновым) — за цикл работ «Химия кластерных комплексов молибдена, вольфрама и рения»
- Стипендиат фонда Александра фон Гумбольдта (Германия), Королевского общества Великобритании, Японского общества по содействию науке и Швейцарского научного общества